# Vassa
 (février 2015).
Si vous disposez d'ouvrages ou d'articles de référence ou si vous connaissez des sites web de qualité traitant du thème abordé ici, merci de compléter l'article en donnant les références utiles à sa vérifiabilité et en les liant à la section « Notes et références ».

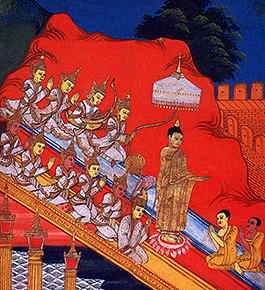
Bouddha redescendant du ciel Tavatimsa à l’issue de sa septième vassa, Birmanie, XIXe siècle

Vassa ou retraite de la saison des pluies,, de vasso (pali) ou varṣaḥ- varsha (sanskrit) « pluie », est une période de trois mois lunaires pendant laquelle les moines bouddhistes abandonnent leur vie d’errance pour prendre une résidence fixe. Correspondant à la saison des pluies dans l’Inde du nord à l’époque de Gautama, elle débute traditionnellement le lendemain de la pleine lune du huitième mois du calendrier astronomique indien (juillet), jour de Asalha Puja qui commémore le premier sermon du Bouddha, et s’achève le lendemain de la pleine lune du onzième mois (octobre) avec un rituel monastique appelé Pavarana. Kathina pinkama, cérémonie d’offrande de l’habit monastique par les laïcs, a lieu au cours du mois suivant. L’observance de la coutume de vassa, qui date des premiers temps du bouddhisme, est de nos jours essentiellement limitée au courant theravada.
Les moines qui ont accompli leur retraite bénéficient d’un léger allègement des règles monastiques durant les quatre mois lunaires suivants. Traditionnellement, les années de vie religieuse sont comptées en vassas. 
thaï : พรรษา phansaa ; birman : ဝာဆုိပ္ဝဲတော္ ; chinois : 雨安居 yǔānjū ; japonais : 安居 ango

## Origine, dates et lieu
Dans les premiers temps du bouddhisme, la vassa semble n'avoir été observée que par les autres sectes d’ascètes errants, les jaïns en particulier, qui auraient fait grief aux bouddhistes de ne pas la respecter. Elle était considérée comme souhaitable pour ne pas causer de dégâts aux récoltes à une époque où on marchait souvent à travers champs, et pour épargner les insectes de l’herbe, particulièrement nombreux à cette période de l’année. Elle fut donc formellement imposée par le Bouddha aux moines et moniales pleinement ordonnés ; les règles la régissant se trouvent dans le Maha Vagga du Vinaya Pitaka (ch. 3 et 4). 
Plutôt que d’une retraite, il s’agit d’un séjour fixe car les moines peuvent sortir et rencontrer les fidèles, mais doivent regagner chaque soir leur résidence. Dans certains cas particuliers spécifiés, ils ont le droit de s’absenter pour un délai qui doit rester inférieur à sept jours (sattahakaraniya). Les moines qui observent correctement la coutume de vassa peuvent bénéficier d’un allègement des règles monastiques durant les quatre mois suivants. Un moine qui n’aurait pas atteint sa résidence fixe à la pleine lune de juillet peut commencer sa retraite un mois plus tard à la pleine lune d’août et finir un mois après les autres, mais ne bénéficie pas de l’allègement des règles. La vassa, instaurée à l’origine à une période donnée pour des raisons climatiques géographiquement spécifiques, peut en fait avoir lieu à tout moment de l’année ; le Bouddha lui-même avait assuré à des moines invités par le roi Bimbisara à prendre résidence dans son palais plus tôt que prévu, qu’il était possible d’en changer la période dans des circonstances particulières. Néanmoins, en pratique, cette retraite rythmant la vie sociale et cultuelle de l’ensemble de la communauté, laïcs aussi bien que moines, elle suit presque toujours les dates traditionnelles du calendrier astronomique indien.
Les moines prennent typiquement leurs quartiers dans un temple (vihara), mais il est possible à de riches laïques de les inviter dans un local préparé spécialement pour eux, prenant en charge l’intégralité de leurs besoins. Aux premiers temps du bouddhisme, pour des raisons de sécurité, il fut décidé que les moniales devaient fixer leur résidence dans un district où se trouvaient aussi des moines ; cette règle reste en vigueur.

## Moines
La retraite de la saison des pluies est souvent pour les moines une période plus favorable à la méditation ou à l’étude auprès de leurs maîtres. À l'issue des trois mois a lieu le rite de Pavarana ou « invitation » (à discuter des fautes). Il débute par une uposatha, rituel régulièrement tenu tous les jours de pleine lune. Durant l’uposatha de fin de vassa, la récitation du patimokkha (règles monastiques) est généralement écourtée pour laisser plus de temps à l’examen par les moines de la pureté de leur conduite (purisuddhi). Les bonzes ayant remarqué une infraction ou ayant des doutes sur la conduite d’un des leurs lui en font part publiquement ; le bonze mis en cause clarifie la situation ou présente ses excuses s’il se reconnaît coupable. La tradition explique cette coutume par le besoin de résoudre les frictions consécutives à trois mois de vie communautaire. Les moniales, qui tenaient tout au long de l’année leurs uposathas séparément, devaient en cas de faute venir se confesser devant les moines à ce moment de l’année. Le lendemain est considéré comme une occasion de réjouissance ; les laïcs viennent nombreux au temple offrir leur repas aux moines. Comme toujours, cette coutume est rapportée à un épisode de la vie de Gautama ; en l’occurrence, il s’agit de son retour en gloire du ciel Tavatimsa où il avait passé sa septième vassa à prêcher l’Abhidharma à sa mère et aux devas.

## Laïcs
Cette période est aussi une occasion de rapprochement avec les laïcs, qui viennent dans les temples écouter des prêches et manifestent leur soutien aux moines tout en s’acquérant du mérite par des offrandes, particulièrement le jour de l’Asalha Puja, où l’on offre traditionnellement des chandelles, et durant le mois de kathina (mois suivant la retraite), consacré aux dons de tissu pour les habits monastiques. D’autres provisions utiles sont également offertes.
Certains laïcs font vœu d’observer durant la période de vassa une ou plusieurs règles qu’ils pensent favorables à leur évolution spirituelle, comme manger plus sobrement, s’abstenir de fumer ou de boire de l'alcool, s'abstenir de distractions vaines, faire une offrande quotidienne aux moines etc. Parfois des hommes, le plus souvent de jeunes célibataires, prennent l’habit temporairement pour la saison des pluies ; cette habitude est particulièrement courante en Thaïlande.